# General Lavalle partido
General Lavalle egy partido (körzet) Argentínában a Buenos Aires tartományban. A fővárosa General Lavalle.

## Települések
| - General Lavalle - Pavón - Chacras de Gral |